# L'ENA avant l'ENA
 (signalé en août 2025).
Si vous disposez d'ouvrages ou d'articles de référence ou si vous connaissez des sites web de qualité traitant du thème abordé ici, merci de compléter l'article en donnant les références utiles à sa vérifiabilité et en les liant à la section « Notes et références ».
- Archive Wikiwix
- Bing
- Cairn
- DuckDuckGo
- E. Universalis
- Gallica
- Google
- G. Books
- G. News
- G. Scholar
- Persée
- Qwant
- (zh) Baidu
- (ru) Yandex
- (wd) trouver des œuvres sur Wikidata

L'ENA avant l'ENA est un livre de Guy Thuillier paru initialement dans la collection Histoires des Presses universitaires de France en 1983. Le livre retrace l'histoire des idées d'instauration d'une École nationale d'administration en France, les tentatives entreprises, jusqu'à sa création en 1945.